# 양세종 (야구 선수)
양세종(楊世鍾, 1958년 1월 17일 ~ )은 전 KBO 리그 OB 베어스의 선수였다. 연세대를 졸업하고 OB 베어스에서 내야수로 뛰었다. 1984년 최초로 지명타자 부문 골든 글러브를 수상하였으나 1984년 시즌 후 현역으로 입대하는 바람에 시상식에는 참가하지 못했다. 1987년까지 현역으로 군 복무를 한 이후 기량이 급격히 저하하여 현역에서 은퇴했다.